# Laurac-Bat (1880)
Laurac-Bat fue un periódico editado en Bilbao en 1880, durante apenas mes y medio.

## Descripción
Sucesor de Lau-Carú, apareció el 10 de abril y cesó el 30 de mayo de ese mismo año, habiendo publicado apenas treinta y seis números. Su director era Faustino Díez Gaviño, que tenía a Estanislao Jaime de Labayru entre sus colaboradores. Se vería sucedido por Beti-Bat.